# Agrostis capillaris
Agrostis capillaris és una espècie de planta poàcia herbàcia perenne amb rizomes i estolons que, entre altres usos, serveix per fer un tipus de gespa. És nativa d'Euràsia i ha estat introduïda en moltes altres parts del món. A. capillaris creix en els herbassars humits i els prats oberts i també es pot trobar en zones agrícoles, vores de carreteres i envaint les zones pertorbades.
El nom del gènere Agrostis prové del grec i significa planta farratgera, agros significa 'un camp'.
Creix en sòls de neutres àcids. Té una textura molt fina (per això l'epítet tenuis). Es fa servir en camps de golf però és més adequada per a la gespa.
La seva panícula apareix de maig a juny, està finament embrancada i de lluny es veu porpra. La panícula persisteix durant l'hivern després que les seves llavors hagin caigut.